# Terminología informática

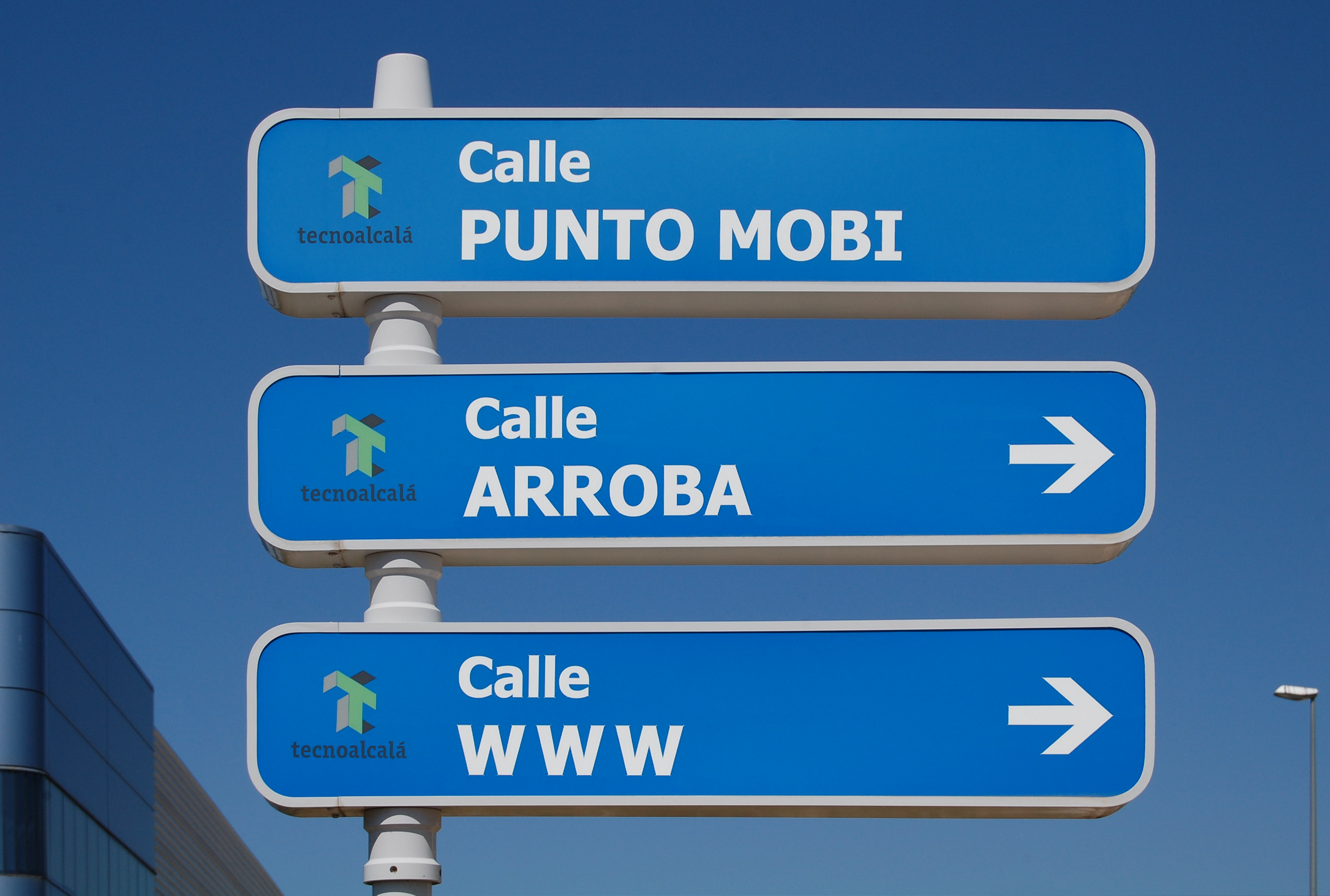
Calles con términos informáticos, en el Parque Científico Tecnológico de la Universidad de Alcalá.

La terminología informática se refiere al conjunto de términos y de siglas utilizados en el dominio de la informática y de Internet. La terminología informática reagrupa en particular los términos relativos a nociones, a técnicas, a normas, y a productos tales como logiciales o equipos o componentes informáticos, así como aplicaciones de tipo práctico en la especialidad.
Desde comienzos de los años 1950, el dominio de la informática está en el origen de numerosos neologismos, con frecuencia préstamos de términos del inglés. Estos neologismos prestados con o sin adaptación al idioma al que se dirigen, son de uso corriente en la jerga hablada por los profesionales, a pesar en muchos casos de la existencia de buenas traducciones o de buenos equivalentes tanto respecto del español, como respecto del francés o respecto de otros idiomas, y a pesar de las recomendaciones que han establecido en la materia tanto organismos oficiales como instituciones especializadas como por ejemplo la RAE.
En ciertos Estados francófonos o en ciertas regiones francófonas (como en Francia y en Quebec), los propios gobiernos han establecido organismos públicos orientados a formular recomendaciones al gran público y a los profesionales, respecto de la terminología técnica que conviene sea aplicada. Y estos organismos se han ocupado de este asunto, en particular proponiendo traducciones al francés de neologismos ya establecidos en inglés. Estas traducciones o estas equivalencias están disponibles en diccionarios terminológicos y en sitios web en línea.

## Origen de algunos términos
Desde el comienzo de los años 1950, el sector de actividad científica e industrial de la informática está en el origen de muchos neologismos, con frecuencia con base en el inglés. Estos neologismos tienen su origen (se generan) en institutos de investigación, en universidades, en empresas del sector, en organismos privados y públicos, y en profesionales que se dedican a esta actividad.

### El inglés y la informática
La informática es un sector de actividad científica e industrial importante, especialmente en Estados Unidos, en Europa, y en Japón. Los productos y servicios de esta actividad se intercambian y se usan en el mundo entero. Los llamados productos inmateriales tales como los conocimientos, las normas, los logiciales y los lenguajes de programación, hoy día circulan rápidamente con base en las redes informáticas y con apoyo de la prensa especializada, y son seguidos de cerca por los grupos de vigilancia tecnológica de las empresas y de las instituciones del sector. Los llamados materiales informáticos bien pueden ser concebidos como un continente en sí mismo, construido sobre otro continente (construido sobre otra sólida base).
El inglés internacional es la lengua vehicular privilegiada de este sector de actividad, y por ello en muchos casos es enseñado en las escuelas en países no anglófonos. El inglés es la lengua de uso de muchas publicaciones científicas, así como la lengua primera en la que se publican numerosas obras técnicas. La gran mayoría de los lenguajes de programación utilizan palabras del inglés para expresar comandos y sentencias, y dichos términos generalmente son los usados o los propuestos por los institutos de investigación, por las grandes empresas del sector, o por las organizaciones de normalización. Numerosos neologismos son abreviaciones, o siglas, o de términos-fusión. El gran número de anglicismos refleja la dominación de los Estados Unidos en relación con informática, tanto en cuanto a comercialización como en lo que respecta a investigación.
El uso de abreviaciones juega un rol similar a las que se encuentran en las fórmulas químicas, y en alguna medida facilita una nomenclatura internacional que simplifica el acceso de los lectores no anglófonos a la literatura informática. Además, existe un fenómeno bastante extendido de préstamo lexical recíproco entre los lenguajes de programación — donde el léxico está basado en el inglés — y la informal jerga técnica diaria de los especialistas.
Según la 'Association pour la Promotion du Français des Affaires, la proliferación de la jerga en inglés no está desprovista de riesgos:
« De esta manera se asiste, tanto en los negocias como en otras áreas, y tanto en francés como en otros idiomas, a un fenómeno un tanto incómodo, el empleo desordenado de términos extranjeros no siempre acompañado de una conciencia clara de aquellos que los utilizan, en cuanto a la significación y al alcance. Hablar franglais o hablar espanglish, con frecuencia es hablar con ligereza y pensar falso. »
El uso abusivo y muchas veces innecesario de nuevas palabras extranjeras, presenta además un inconveniente grave : « los lectores o los hablantes que no conocen esos términos, no pueden adivinar su sentido, ni aun de manera aproximada, como sí lo hacen cuando encuentran una palabra inhabitual en la propia lengua, al menos de manera parcial o aproximada, gracias a su etimología, y/o gracias a la semejanza de la nueva palabra con otros términos o raíces que ya se conocen y manejan. »
A título de ilustración, como ejemplo puede citarse la expresión business intelligence, que en traducción literal daría inteligencia económica, cuando en realidad significa algo así como informática decisional (en inglés decision support system).
Otros términos podrían ser más o menos ambiguos en francés y/o en español, como ser e-mail que puede significar correo electrónico (sistema que hace posible el intercambio de mensajes y de archivos entre diferentes usuarios de Internet), dirección electrónica (casilla de correo electrónico), o mensaje de correo electrónico (el propio mensaje que se envía y sus archivos adjuntos).

### Traducciones al francés
En ciertos países francófonos, como ser Francia o Quebec, los organismos públicos vinculados al idioma y a los nuevos términos, por lo general proponen traducciones al francés partiendo del inglés.
En Canadá, es el Office québécois de la langue française la institución que de eso se encarga. La terminología en lengua francesa en el dominio de la informática y de Internet por cierto debe mucho al francés americano. Por ejemplo, « courriel » es una palabra de origen canadiense-quebecuense; los quebecuenses en efecto corrientemente deben manejar el bilingüismo imperante en ese país y en la provincia.
En Francia, es la Commission spécialisée de terminologie et de néologie de l'informatique et des composants électroniques dependiente del Ministère de l'Économie, de l'Industrie et de l'Emploi, la institución que se encarga de proponer alternativas para los términos nuevos en el área de la informática, bajo la supervisión y el control de la Commission générale de terminologie et de néologie. Ciertamente, hay una buena coordinación de estas instituciones con los organismos homólogos de otros países francófonos.
La traducción de un término en inglés da lugar a una nueva palabra o una nueva expresión en francés. Y a veces, el término en inglés es conservado si esa denominación es juzgada compatible con la lengua francesa.
Un estudio realizado sobre más de 500 documentos en francés (ejercicios, artículos de prensa, publicidad, documentación técnica, documentación interna de empresas y contratos) mostró que los términos más frecuentemente traducidos al francés y bien aplicados son : logiciel (software), ordinateur (computer), disquette (floppy) y mémoire (memory). Y por su parte los anglicismos más corrientemente utilizados en francés son : bug (bogue), data (donnée), directory (répertoire), y hardware (matériel).
Este estudio pone de relieve un número muy elevado de palabras de inglés en los escritos referentes a la programación, en razón entre otras cosas, de la presencia de instrucciones de programa en los textos. Ello muestra claramente que, paradojalmente, los escritos destinados a los estudiantes e incluso al gran público, hacen un uso más extendido de la jerga informática que el material destinado a los iniciados y a los profesionales.

## Siglas
Muchas siglas forman parte corriente de la terminología informática, designando conceptos, aplicaciones prácticas, normas industriales, técnicas o productos informáticos, etc. Estas siglas son generalmente creadas por institutos de investigación, organismos de normalización, empresas nacionales y multinacionales, etc.
Seguidamente se presenta una lista (incompleta) de siglas utilizadas en el área de la informática, clasificada por tema.

### Sociedades y organismos
- AOL : America On-line
- AT&T : American Telephone & Telegraph
- AFNIC : Association française pour le nommage Internet en coopération
- ANSI : American National Standards Institute
- AMD : Advanced Micro Devices
- BSA : Business Software Alliance
- CCIE : Cisco Certified Internetwork Expert
- CDC : Cult of the Dead Cow
- CPAN : Comprehensive Perl Archive Network
- DARPA : Defense Advanced Research Projects Agency
- DIN : 1/ Deutsches Institut für Normung (el instituto) ; 2/ Deutsches Industrie Norm (la norma)

### Normas
- Material (hardware) : ACPI, AGP, AT, ATA, ATAPI, ATX, CGA, DIMM, DIP
- Telecomunicaciones : ADPCM, DSL, ADSL
- Conectividad : BNC
- Formato de datos numéricos : ASCII, APNG, AVI, BCD, BDF, BMP, BOM, AIML, ASX, CRC, CR, CSS, CSV, HTML y DHTML
  - Criptografía : AES, DES
- Interfaces : CGI, POSIX, DOM
- Protocolos red: ARP, ATM, BOOTP, CHAP, CIFS, CTCP DAP y LDAP, DDS, DHCP, DNS

### Productos
- Lenguajes de programación : ABAP, APL, BASIC, COBOL
- Bibliotecas de logiciales : ADO, ADSI, AJAX, ALSA, AWT, ASL, ASP, CLR
- Técnicas : COM, DCOM, CORBA, CMOS, CRT, CISC, DDE, DDR, DivX, DMA
- Sistemas de archivo : AFS
- Programas : BIND, CDE, CICS, CVS, CAS, DB2
- Micrologiciales : BIOS
- Sistemas de explotación : BSD, CP/M

### Nociones
CMYB, codec, DAI, DOI
- Unidades de medida : BPS, DPI
- Seguridad informática : ACL, ACE, CA, CAPTCHA, DAC
- Ingeniería, programación : API, BD, DB o BDD, CRUD, DLL, DSDM
- Actividades : AI ou IA, B2B, B2C, BI o DSS
- Emplois : DBA, DSI
- Aplicaciones, funcionalidades : AGL o CASE, BBS, Blog, CAD o CAO, CAE o IAO, CAM o FAO, CMS, CRM, CLI, BSOD, DBMS o SGBD, DDOS, DRM
- Material (hardware) : CD, ROM, CD-ROM, CPU, BER, DAT, DCE o módem, DLT, RAM, DRAM, DSP
- Algoritmos y estructuras de datos : DAG
- Derecho : CLUF o  EULA, DADVSI

## Jerga
Seguidamente una lista con los principales términos de la jerga informática, el término de inglés es indicado con letra-itálica, y el equivalente en francés o español indicado con letra-común. En forma corriente, los términos en español, en inglés, y en francés, son usados por los profesionales del sector, mezclados en las frases del idioma de trabajo.
- Applet - diminutivo de aplicación - pieza de aplicación.
- Backup o Copia de seguridad
- Bande passante o bandwidth - capacidad de transporte de una línea o red.
- Batch o Tratamiento por lotes - procesamiento por lotes: conjunto de comandos de computadora ejecutados en orden sin intervención humana.
- Bit - word-bag del inglés dígito binario. La información más pequeña que puede ser manipulada por computadora. Unidad de medida.
- Boot o Arranque de una computadora - arranque: iniciar el software un tiempo después que lo hace la computadora. Véase también reiniciar.
- Bug o Bug informático - falla en la creación de software.
- Cracker - Informático que realiza modificaciones de software para romper sus mecanismos de seguridad. Véase también Hacker.
- Cliente o cliente. computadora que solicita servicios de un servidor.
- Configuración o configuration - características técnicas.